# Selección de béisbol de Australia
La Selección de béisbol de Australia es el equipo que representa al país en los diferentes torneos de la disciplina, y es controlado por la Federación Australiana de Béisbol.

## Participaciones

### Clásico Mundial de Béisbol
| World Baseball Classic record | World Baseball Classic record                                                               | World Baseball Classic record | World Baseball Classic record | World Baseball Classic record | World Baseball Classic record | World Baseball Classic record | World Baseball Classic record |                        | World Baseball Classic qualification record | World Baseball Classic qualification record | World Baseball Classic qualification record | World Baseball Classic qualification record | World Baseball Classic qualification record |
| Año                           | Sede(s)                                                                                     | Ronda                         | Pos.                          | G                             | P                             | CA                            | CR                            | Sede                   | G                                           | P                                           | CA                                          | CR                                          |                                             |
| ----------------------------- | ------------------------------------------------------------------------------------------- | ----------------------------- | ----------------------------- | ----------------------------- | ----------------------------- | ----------------------------- | ----------------------------- | ---------------------- | ------------------------------------------- | ------------------------------------------- | ------------------------------------------- | ------------------------------------------- | ------------------------------------------- |
| 2006                          | Estados Unidos                                                                              | Primera Ronda                 | 13º                           | 0                             | 3                             | 4                             | 18                            | No hubo eliminatoria   | No hubo eliminatoria                        | No hubo eliminatoria                        | No hubo eliminatoria                        | No hubo eliminatoria                        |                                             |
| 2009                          | México                                                                                      | Primera Ronda                 | 12º                           | 1                             | 2                             | 22                            | 28                            | No hubo eliminatoria   | No hubo eliminatoria                        | No hubo eliminatoria                        | No hubo eliminatoria                        | No hubo eliminatoria                        |                                             |
| 2013                          | República de China                                                                          | Primera Ronda                 | 16º                           | 0                             | 3                             | 2                             | 14                            | Clasificó Directamente | Clasificó Directamente                      | Clasificó Directamente                      | Clasificó Directamente                      | Clasificó Directamente                      |                                             |
| 2017                          | Bandera de Corea del Sur · Bandera de Japón · Bandera de México · Bandera de Estados Unidos | Ronda 1                       | 11°                           | 1                             | 2                             | 15                            | 8                             | Australia              | 3                                           | 0                                           | 27                                          | 7                                           |                                             |
| 2023                          | Bandera de Taiwán · Bandera de Japón · Bandera de Estados Unidos                            | Cuartos de final              | 8°                            | 3                             | 2                             | 32                            | 23                            | Clasificó Directamente | Clasificó Directamente                      | Clasificó Directamente                      | Clasificó Directamente                      | Clasificó Directamente                      |                                             |
| Total                         | 4/4                                                                                         |                               |                               | 5                             | 10                            | 75                            | 91                            |                        | 1/1                                         | 3                                           | 0                                           | 27                                          | 7                                           |

### Juegos Olímpicos
| Summer Olympics record | Summer Olympics record | Summer Olympics record | Summer Olympics record | Summer Olympics record | Summer Olympics record | Summer Olympics record | Summer Olympics record |                                             | Eliminatoria |
| Año                    | Sede                   | Ronda                  | Pos.                   | G                      | P                      | CA                     | CR                     |                                             | Eliminatoria |
| ---------------------- | ---------------------- | ---------------------- | ---------------------- | ---------------------- | ---------------------- | ---------------------- | ---------------------- | ------------------------------------------- | ------------ |
| 1956                   | Australia              | Exhibición             | Exhibición             | 0                      | 1                      | 5                      | 11                     |                                             |              |
| 1988                   | Estados Unidos         | Preliminar             | 5º                     | 1                      | 2                      | 10                     | 20                     |                                             |              |
| 1992                   | España                 | No clasificó           | No clasificó           | No clasificó           | No clasificó           | No clasificó           | No clasificó           |                                             |              |
| 1996                   | Estados Unidos         | Preliminar             | 7º                     | 2                      | 5                      | 47                     | 86                     |                                             |              |
| 2000                   | Australia              | Preliminar             | 7º                     | 2                      | 5                      | 30                     | 41                     | Sede                                        |              |
| 2004                   | Grecia                 | Finalista              | 2º                     | 5                      | 4                      | 52                     | 36                     | Ganó el repechaje ante el campeón de África |              |
| 2008                   | China                  | No clasificó           | No clasificó           | No clasificó           | No clasificó           | No clasificó           | No clasificó           |                                             |              |
| Total                  | 3/5                    |                        |                        | 9                      | 14                     | 129                    | 163                    |                                             |              |

## Equipo

### Lanzadores Derechos
| - 23 - Timothy Kennelly - 27 - Shane Lindsay - 35 - Chris Oxspring | - 6 - Andrew Russell - 38 - Dushan Ruzic - 30 - Warwick Saupold | - 33 - Ryan Searle - 19 - Matthew Williams - 28 - Brendan Wise |

### Lanzadores Zurdos
| - 10 - Adam Bright - 25 - Steven Kent | - 18 - Ryan Rowland-Smith - 44 - Clayton Tanner | - 36 - Brad Thomas - 58 - Peter Moylan |

### Receptores
| - 11 - Allan de San Miguel | - 7 - Matthew Kennelly |

### Jugadores de Cuadro
| - 9 - James Beresford - 12 - Brad Harman | - 20 - Luke Hughes - 3 - Mike Walker | - 22 - Stefan Welch |

### Jardineros
| - 5 - Corey Adamson - 17 - Mitch Dening | - 26 - Justin Huber - 34 - David Kandilas | - 40 - Josh Roberts - 14 - Chris Snelling |

### Multiposición
- 4 - Josh Davies

### Entrenadores
- En Jefe: Jon Deeble
- Lanzadores: Philip Dale
- Bateo: Glenn Williams
- Asistentes: Michael Collins, Tony Harris, Graeme Lloyd, Greg Jelks